# 屈屈龙
屈屈龙（法語：Cucuron，法語發音：[kykyʁɔ̃]）是法国普罗旺斯-阿尔卑斯-蓝色海岸大区沃克吕兹省的一个市镇，属于阿普特区。

## 地理
屈屈龙（43°46'24"N, 5°26'19"E）面积32.68 平方千米，位于法国普罗旺斯-阿尔卑斯-蓝色海岸大区沃克吕兹省，该省份为法国东南部内陆省份，北起德龙省，西北接阿尔代什省，西接加尔省，南至罗讷河口省，东南角与瓦尔省接壤，东临上普罗旺斯阿尔卑斯省。
与屈屈龙接壤的市镇（或旧市镇、城区）包括：欧里博、昂苏伊、卡布里耶尔代格、萨讷、锡韦尔格、沃日讷。

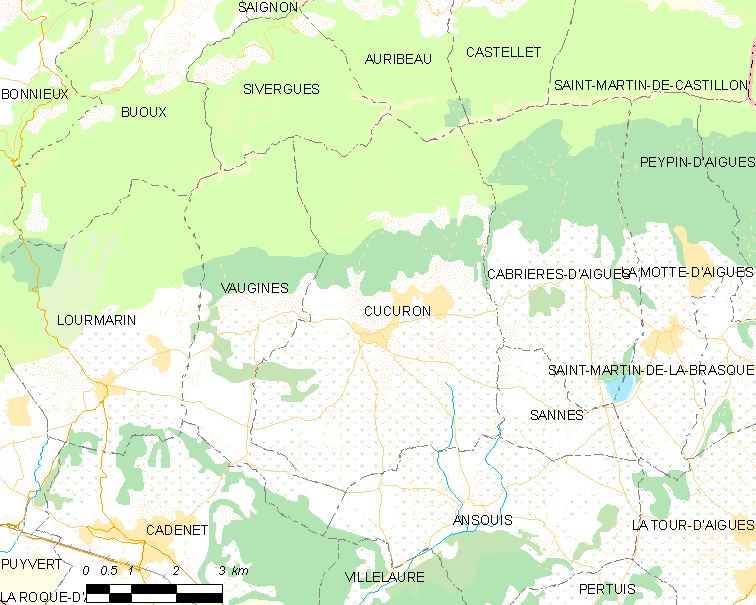
屈屈龙的OSM定位图

屈屈龙的时区为UTC+01:00、UTC+02:00（夏令时）。

## 行政
屈屈龙的邮政编码为84160，INSEE市镇编码为84042。

## 政治
屈屈龙所属的省级选区为舍瓦勒布朗县。

## 人口

1962-2008年间屈屈龙人口变化图示

屈屈龙于2022年1月1日时的人口数量为1849人。